# حقوق جنگ و صلح

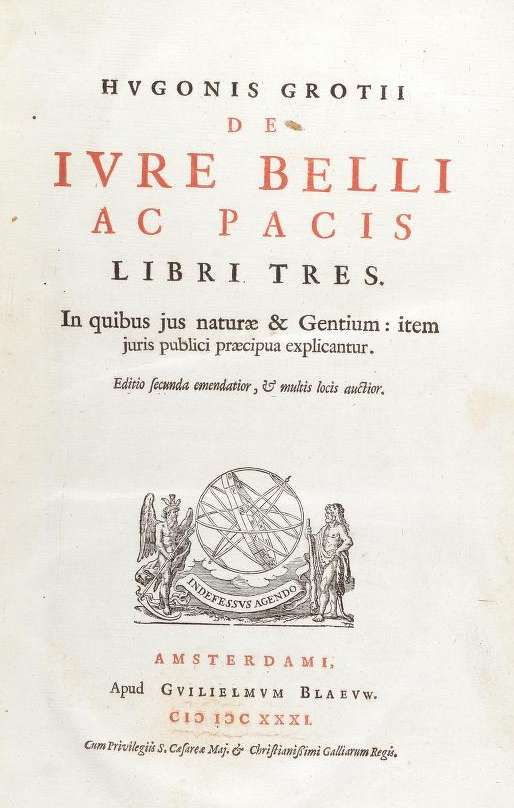
حقوق جنگ و صلح، صفحه عنوان از چاپ دوم ۱۶۳۱.

حقوق جنگ و صلح کتابی به زبان لاتین است که در سال ۱۶۲۵ میلادی توسط حقوقدانی اهل هلند به نام هوگو گروتیوس (گروسیوس) به رشته تحریر درآمد.
این کتاب هم‌اکنون یکی از منابع بنیادین حقوق بین‌الملل است. در این کتاب برای نخستین بار مقررات و قواعد حقوق بین‌الملل بیان شد.
ویراست دوم کتاب حقوق جنگ و صلح در سال ۱۶۳۱ انتشار یافت.